# 革舌蕨
革舌蕨（学名：Scleroglossum pusillum），为禾叶蕨科革舌蕨属下的一个植物种。